# کوجی ناکازاتو
کوجی ناکازاتو (انگلیسی: Koji Nakazato؛ زادهٔ ۲۴ آوریل ۱۹۸۲) بازیکن فوتبال اهل ژاپن است.
از باشگاه‌هایی که در آن بازی کرده‌است می‌توان به باشگاه فوتبال سانفریس هیروشیما اشاره کرد.